# Subsidieregeling Elektrische Personenauto's Particulieren

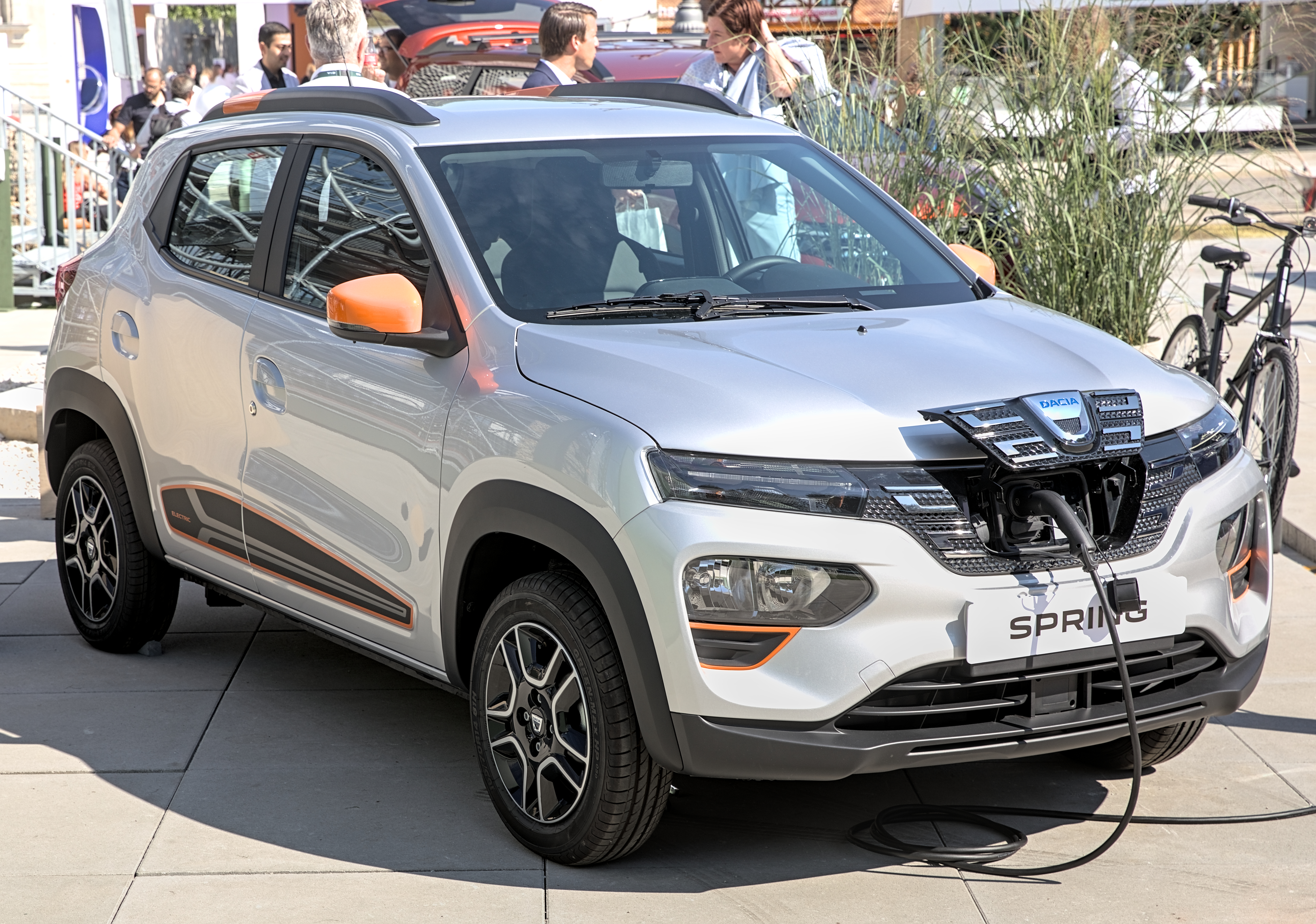
Een elektrische auto waarvoor subsidie kan worden aangevraagd bij de RVO.

De Subsidieregeling Elektrische Personenauto's Particulieren of SEPP is een subsidie van de RVO in Nederland om het bezit van en rijden met elektrische auto's te stimuleren. De subsidieregeling is gestart op 1 juli 2020 en loopt tot en met 31 december 2024. Het toenmalige kabinet heeft de regeling ingevoerd om het prijsverschil tussen elektrische auto's en auto's op fossiele brandstoffen te verkleinen. Er is voor elk kalenderjaar een budget beschikbaar, en wanneer dat budget aan subsidies bereikt is, dan kunnen er dat jaar niet langer subsidies aangevraagd worden.

## Voorwaarden
Er gelden verschillende voorwaarden waaraan een auto en het bezit ervan moet voldoen om in aanmerking te komen voor de (volledige) subsidie.
De auto moet nieuw 100% elektrisch zijn - er mag geen verbrandingsmotor aanwezig zijn, en de auto mag ook niet omgebouwd zijn - en een WLTP actieradius hebben van minimaal 120 kilometer. De catalogusprijs mag niet lager dan € 12.000,= en niet hoger dan € 45.000,= zijn, inclusief accessoires en opties. 
Verder moet bij de aankoop van een nieuwe of tweedehands auto deze gekocht worden van een RDW-erkend bedrijf en moet de auto geregistreerd worden op naam van de aanvrager. Bij subsidie voor een nieuwe auto moet de naam van de aanvrager de eerste tenaamstelling zijn. Er moet verder een schriftelijke koopovereenkomst beschikbaar zijn en deze moet ook op naam van de aanvrager staan, die een woonadres in Nederland dient te hebben. Een nieuwe of tweedehands auto moet vervolgens minimaal 3 jaar achtereen op naam van de aanvrager staan, anders moet de subsidie naar ratio worden terugbetaald. In het geval van een leaseauto moet het leasecontract minimaal 4 jaar duren.

## Bedragen en aantallen
| Kalenderjaar | Start           | Nieuwe auto's | Nieuwe auto's  | Nieuwe auto's | Tweedehands auto's | Tweedehands auto's | Tweedehands auto's |
| Kalenderjaar | Start           | Budget        | Subsidiebedrag | # auto's      | Budget             | Subsidiebedrag     | # auto's           |
| ------------ | --------------- | ------------- | -------------- | ------------- | ------------------ | ------------------ | ------------------ |
| 2020         | 1 juli 2020     | € 10.000.000  | € 4.000        | 2.500         | € 7.200.000        | € 2.000            | 3.600              |
| 2021         | 1 januari 2021* | € 14.400.000  | € 4.000        | 3.600         | € 13.500.000       | € 2.000            | 6.750              |
| 2022         | 1 januari 2022  | € 71.000.000  | € 3.350        | 21.194        | € 20.400.000       | € 2.000            | 10.200             |
| 2023         | 1 januari 2023  | € 67.000.000  | € 2.950        | 22.711        | € 32.400.000       | € 2.000            | 16.200             |
| 2024         | 1 januari 2024  | € 58.000.000  | € 2.950**      | 19.661        | € 29.400.000       | € 2.000            | 14.700             |
| Totaal       | Totaal          | € 220.400.000 | 69.666         | 69.666        | € 102.900.000      | 51.450             | 51.450             |

* De subsidiegelden voor 2021 werden al opengesteld in 2020, nadat de budgetten voor dat jaar bereikt waren. Hierdoor was de beschikbare subsidie van het jaar 2021 al grotendeels vergeven op 1 januari 2021, er was nog € 1.108.000 over, goed voor 277 auto's. De regeling is daarom in december 2021 aangepast met nieuwe regels en bedragen.
** Oorspronkelijk stond het subsidiebedrag voor nieuwe auto's in 2024 gepland op € 2.550, maar vanwege achterblijvende vraag naar nieuwe elektrische auto's is in oktober 2023 besloten om het subsidiebedrag in 2024 gelijk te houden aan dat van 2023; € 2.950.